# Camponotus sylvaticus
Camponotus sylvaticus é uma espécie de inseto do gênero Camponotus, pertencente à família Formicidae.